# Lewis J. Martin

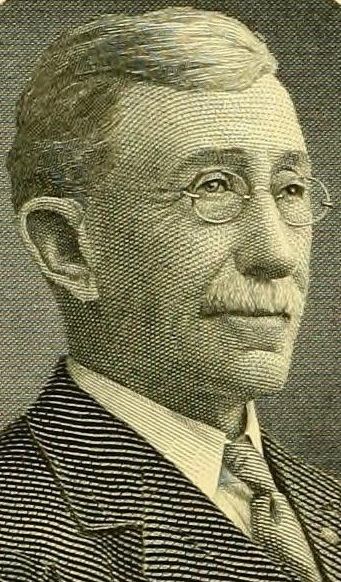
Lewis J. Martin, 1915

Lewis J. Martin (* 22. Februar 1844 bei Deckertown, Sussex County, New Jersey; † 5. Mai 1913 in Washington, D.C.) war ein US-amerikanischer Politiker. Im Jahr 1913 vertrat er den Bundesstaat New Jersey im US-Repräsentantenhaus.

## Werdegang
Lewis Martin besuchte die öffentlichen Schulen seiner Heimat. Nach einem anschließenden Jurastudium und seiner 1867 erfolgten Zulassung als Rechtsanwalt begann er in Branchville in diesem Beruf zu arbeiten. Gleichzeitig schlug er als Mitglied der Demokratischen Partei eine politische Laufbahn ein. In den Jahren 1868 und 1869 war er leitender Angestellter der Bezirksverwaltung im Sussex County. Von 1879 bis 1881 saß er als Abgeordneter in der New Jersey General Assembly. Danach war Martin zwischen 1881 und 1896 Bezirksrichter im Sussex County. In den Jahren 1896 bis 1911 fungierte er als juristischer Berater des Kreisrats. Im Jahr 1911 wurde Martin erneut zum Bezirksrichter ernannt. Er war von 1896 bis 1907 auch Stadtrat sowie von 1898 bis 1903 Mitglied des Staatssenats.
Bei den Kongresswahlen des Jahres 1912 wurde Martin im sechsten Wahlbezirk von New Jersey in das US-Repräsentantenhaus in Washington gewählt, wo er am 4. März 1913 die Nachfolge von Archibald C. Hart antrat. Er konnte dieses Mandat aber nur zwei Monate lang bis zu seinem Tod am 5. Mai 1913 ausüben. Bei der folgenden Nachwahl wurde sein Vorgänger Hart auch zu seinem Nachfolger gewählt. Lewis Martin wurde in Newton beigesetzt.